# Bisunpurwa Manpur
Bisunpurwa Manpur – gaun wikas samiti w środkowej części Nepalu  w strefie Narajani w dystrykcie Rautahat. Według nepalskiego spisu powszechnego z 2001 roku liczył on 482 gospodarstw domowych i 3066 mieszkańców (1458 kobiet i 1608 mężczyzn).